# Nike Total 90
Total 90 es una línea de productos deportivos de la marca estadounidense Nike; creada en 2000 para Fútbol. La gama de productos se compone principalmente de zapatos, camisetas, y pantalones cortos, pero también incluye otros elementos espinilleras ,maletas etc. La mayoría de la ropa Total 90 está diseñada y se compone Nike Hypervenom,  no se ajusta hacia el exterior del material por lo que puede evaporarse rápidamente.
Se han producido siete generaciones de botas Total 90, comenzando por Total 90, seguido por Total 90 II, Total 90 III, Total 90 IV supremacy, Total 90 Laser, Total 90 Laser II y el último Total 90 Laser IV. Entre otras como las botas Total 90 Laser III Shoot para campos de césped artificial.
En 2007, Nike introduce la Nike Total 90 Laser. La principal característica son los anillos de goma en la parte superior de la bota, lo que mejora de la precisión de poder. En abril de 2008, el Total 90 Laser fue seguido por el Total 90 Laser II y más recientemente, por la Laser III. Esta última es la más revolucionaria

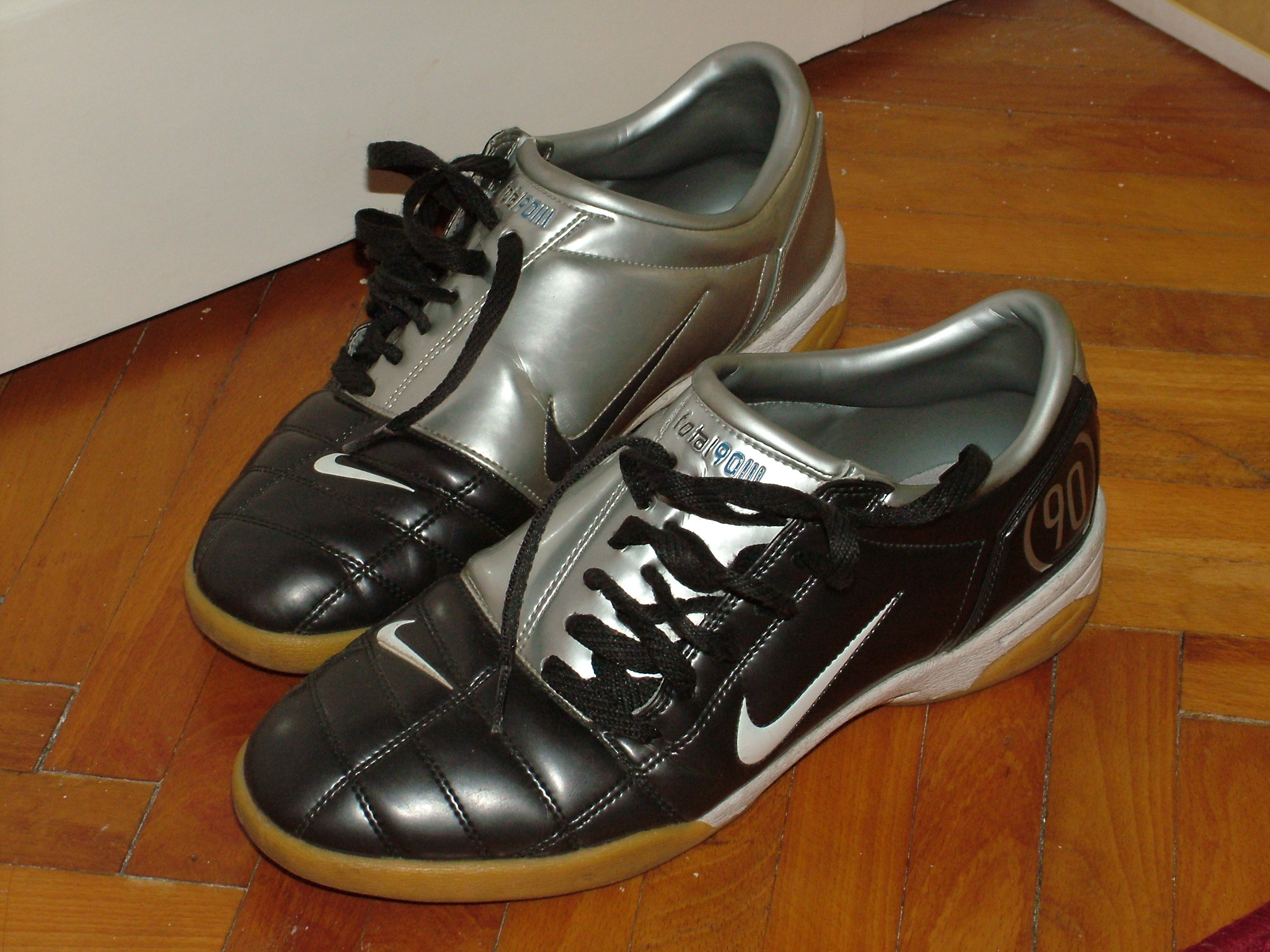
Botines Nike Total 90 III

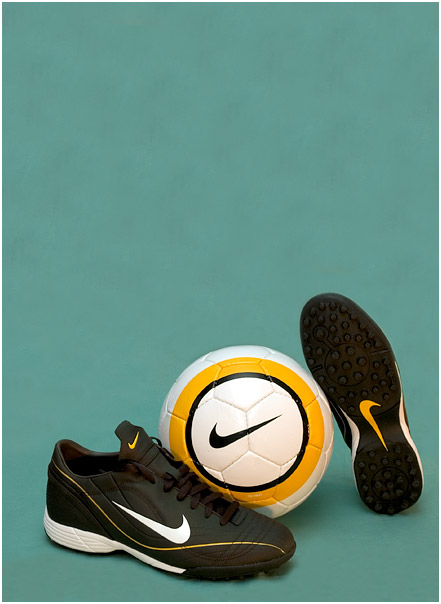
Zapatillas Mercurial R9 y balón Nike Total 90, ambos de 2004.

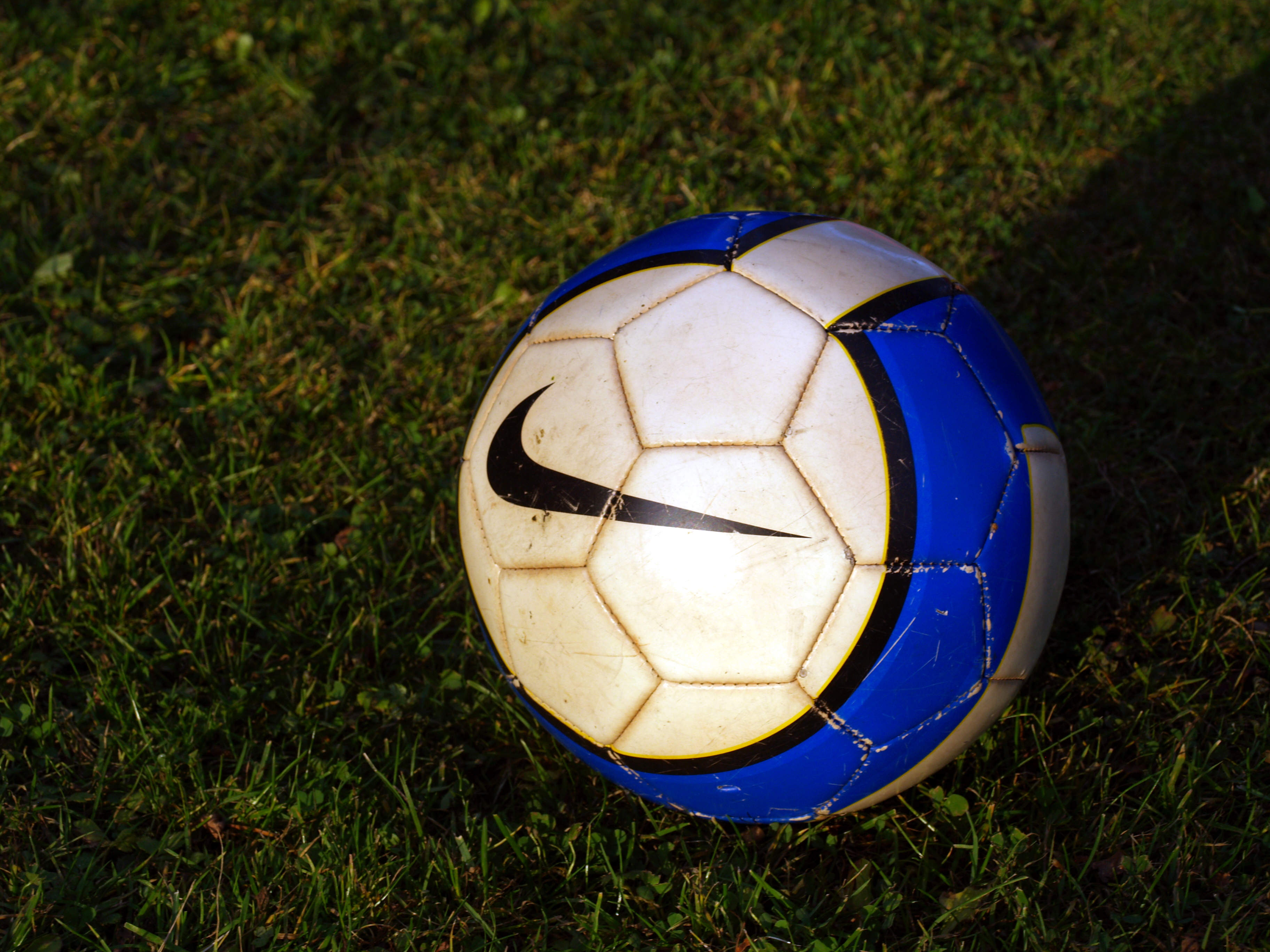
Nike Total 90 Aerow II balón de fútbol

## Reedición 2025
En 2025, reedita el modelo Total 90 III Air Zoom con ligeros cambios en la suela y las saca a la venta en varios colores a lo largo del años. También saca a la venta diferentes camisetas y balones total 90.

## Jugadores que utilizaron las Nike T90
El arranque de marketing de Nike participan varios jugadores profesionales de Fútbol, estos son:
- Jorge Valdivia, Al-Wahda
- Matías Fernández, ACF Fiorentina
- Bojan Krkić Stoke City
- Diego Ribas, Fenerbahçe
- Fabio Cannavaro, Al-Ahli Football Club
- Torsten Frings, Werder Bremen
- Wayne Rooney, Manchester United
- Roberto Carlos , Real Madrid
- Andrés Iniesta , Barcelona
- Ronaldinho, Barcelona
- Michael Essien, Milan
- Guillermo Ochoa, Málaga
- Luis Suárez , Groningen
- Rafael Márquez, Hellas Verona
- Fernando Torres, Atlético de Madrid
- Florent Malouda, FC Metz
- Sergio Agüero,Atlético de Madrid
- Lionel Messi, Barcelona hasta 2005
- Thierry Henry, Arsenal